# Valley County, Nebraska
Valley County är ett administrativt område i delstaten Nebraska, USA, med 4 260 invånare. Den administrativa huvudorten (county seat) är Ord.

## Geografi
Enligt United States Census Bureau så har countyt en total area på 1 478 km². 1 471 km² av den arean är land och 6 km² är vatten. 

### Angränsande countyn
- Greeley County - öster
- Sherman County - syd
- Custer County - väst
- Garfield County - norr